# Renata Knapiková-Miazgová
Renata Knapiková-Miazgová rozená Renata Knapiková (* 15. července 1988 Tarnów, Polsko) je polská sportovní šermířka, která se specializuje na šerm kordem. Polsko reprezentuje od druhého desetiletí jednadvacátého století. V roce 2013 a 2016 obsadila třetí místo na mistrovství Evropy v soutěži jednotlivkyň.